# Margareta Mađerić
Margareta Mađerić, (Zagreb, Hrvatska, 2. srpnja 1977.), hrvatska političarka, zastupnica u Hrvatskom saboru. Po zanimanju je menadžer marketinga i komunikacija.

## Politička karijera
Politički se angažirala već s 15 godina te se od 1997. aktivno uključila u podmladak HDZ-a. Od 2002. do 2007. obnašala je dužnost nacionalne predsjednice Mladeži Hrvatske demokratske zajednice, po položaju i članica Predsjedništva Hrvatske demokratske zajednice.

### Zastupnica u Skupštini Grada Zagreba
Od 2005. zastupnica je u Gradskoj skupštini Grada Zagreba u tri mandata. Od 2010. do 2013. predsjednica Kluba zastupnika HDZ-a u Gradskoj skupštini Grada Zagreba. Prema statistikama Gradske skupštine (2012.), Mađerić je, od ukupno 51 zastupnika druga najaktivnija zastupnica, odmah iza Morane Paliković Gruden (HNS). Mađerić je na ukupno 45 sjednica uputila 51 pitanje i prijedlog, sudjelovala je u 83 rasprave i replicirala 37 puta, daleko više od svih ostalih zastupnika.
Unutar zagrebačke organizacije HDZ-a bila je predsjednica Područnog odbora HDZ-a Podsljeme, a od 2012. HDZ-a Donjeg grada te predsjednica Zajednice žena "Katarina Zrinski". Na lokalnim izborima 2013. bila je kandidat HDZ-a za gradonačelnicu grada Zagreba.

### Zastupnica Hrvatskog sabora
Na izborima za Hrvatski sabor 2015. bila je kandidat Domoljubne koalicije u I. izbornoj jedinici te potom izabrana. Na konstituirajućoj sjednici Osmog saziva Hrvatskog sabora 28. prosinca 2015. izabrana je za predsjednicu Mandatno-imunitetnog povjerenstva.

## Osobno
Udana, majka dvoje djece.

## Vanjske poveznice
- Službene stranice Grada Zagreba - osobna biografija. http://www.zagreb.hr/default.aspx?id=80  Arhivirana inačica izvorne stranice od 5. ožujka 2016. (Wayback Machine)
- Stranice kandidatkinje za zagrebačku gradonačelnicu. http://www.margareta-madjeric.hr  Arhivirana inačica izvorne stranice od 28. lipnja 2013. (Wayback Machine)